# Bonsmoulins
Bonsmoulins est une commune française, située dans le département de l'Orne en région Normandie, peuplée de 232 habitants (les Bonsmoulinois).

## Géographie
Bonsmoulins est située sur un plateau entre la vallée de la Risle et de la Sarthe, et est entourée de forêts vestiges de l'antique sylva pertica.
| La Ferrière-au-Doyen     | La Ferrière-au-Doyen, Bonnefoi | Bonnefoi                                    |
| La Ferrière-au-Doyen     | Bonsmoulins                    | Les Genettes                                |
| Saint-Aquilin-de-Corbion | Saint-Aquilin-de-Corbion       | Soligny-la-Trappe, Saint-Aquilin-de-Corbion |

### Hydrographie
La commune est traversée par la ligne de partage des eaux entre les bassins hydrographiques Seine-Normandie et Loire-Bretagne. Elle est drainée par l'Iton, le fossé 01 de la Hulotterie, le fossé 02 des Ramées, l'Iton et divers autres petits cours d'eau,.
L'Iton, d'une longueur de 132 km, prend sa source dans la commune de Mahéru et se jette  dans l'Eure à Acquigny, après avoir traversé 39 communes. 
Trois plans d'eau complètent le réseau hydrographique : le plan d'eau 1 du Moulin à Than (1,74 ha), le plan d'eau 2 du Moulin à Than (1,61 ha) et le plan d'eau des Brumes (1,45 ha),.

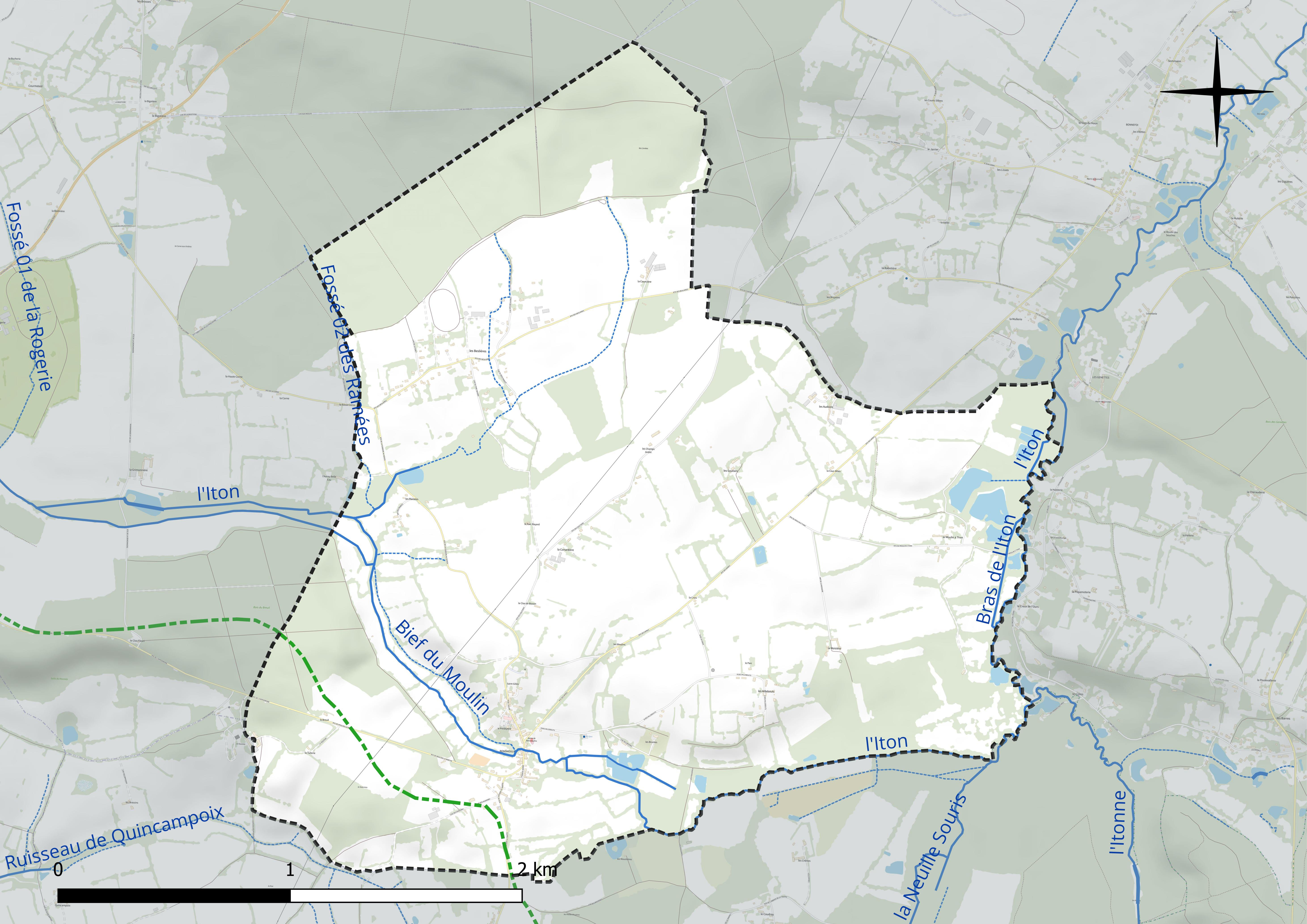
Réseau hydrographique de Bonsmoulins.

### Climat
Pour des articles plus généraux, voir Climat de la Normandie et Climat de l'Orne.
En 2010, le climat de la commune est de type climat océanique dégradé des plaines du Centre et du Nord, selon une étude du CNRS s'appuyant sur une série de données couvrant la période 1971-2000. En 2020, Météo-France publie une typologie des climats de la France métropolitaine dans laquelle la commune est exposée à un climat océanique altéré et est dans la région climatique Normandie (Cotentin, Orne), caractérisée par une pluviométrie relativement élevée (850 mm/a) et un été frais (15,5 °C) et venté. Parallèlement le GIEC normand, un groupe régional d’experts sur le climat, différencie quant à lui, dans une étude de 2020, trois grands types de climats pour la région Normandie, nuancés à une échelle plus fine par les facteurs géographiques locaux. La commune est, selon ce zonage, exposée à un « climat contrasté des collines », correspondant au Pays d'Ouche et au Perche et bénéficiant d’un caractère continental affirmé avec des précipitations atténuées et des amplitudes thermiques fortes.
Pour la période 1971-2000, la température annuelle moyenne est de 9,8 °C, avec une amplitude thermique annuelle de 14,2 °C. Le cumul annuel moyen de précipitations est de 834 mm, avec 12,7 jours de précipitations en janvier et 8,1 jours en juillet. Pour la période 1991-2020, la température moyenne annuelle observée sur la station météorologique la plus proche, située sur la commune de Saint-Hilaire-le-Châtel à 10 km à vol d'oiseau, est de 0,0 °C et le cumul annuel moyen de précipitations est de 0,0 mm,. Pour l'avenir, les paramètres climatiques de la commune estimés pour 2050 selon différents scénarios d’émission de gaz à effet de serre sont consultables sur un site dédié publié par Météo-France en novembre 2022.

## Urbanisme

### Typologie
Au 1er janvier 2024, Bonsmoulins est catégorisée commune rurale à habitat dispersé, selon la nouvelle grille communale de densité à sept niveaux définie par l'Insee en 2022. Elle est située hors unité urbaine. Par ailleurs la commune fait partie de l'aire d'attraction de l'Aigle, dont elle est une commune de la couronne,. Cette aire, qui regroupe 32 communes, est catégorisée dans les aires de moins de 50 000 habitants,.

### Occupation des sols
L'occupation des sols de la commune, telle qu'elle ressort de la base de données européenne d’occupation biophysique des sols Corine Land Cover (CLC), est marquée par l'importance des territoires agricoles (77,9 % en 2018), en diminution par rapport à 1990 (82,5 %). La répartition détaillée en 2018 est la suivante : prairies (39,2 %), terres arables (33,3 %), forêts (22,1 %), zones agricoles hétérogènes (5,4 %). L'évolution de l’occupation des sols de la commune et de ses infrastructures peut être observée sur les différentes représentations cartographiques du territoire : la carte de Cassini (XVIIIe siècle), la carte d'état-major (1820-1866) et les cartes ou photos aériennes de l'IGN pour la période actuelle (1950 à aujourd'hui).

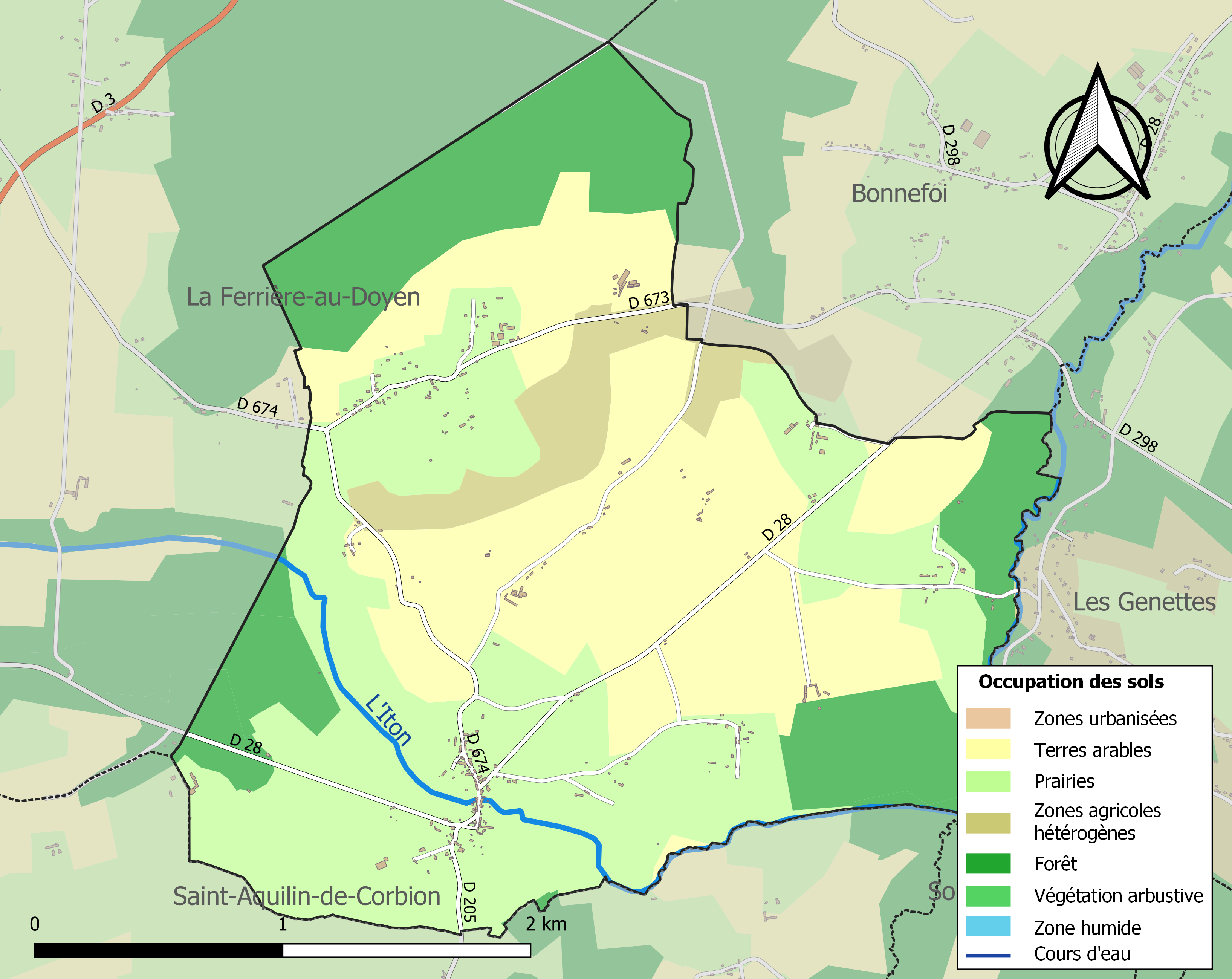
Carte des infrastructures et de l'occupation des sols de la commune en 2018 (CLC).

## Toponyme
Le nom de la localité est attesté sous la forme Boenmolin en 1113.
L'activité de meunerie semble être à l'origine du toponyme de la commune.

## Histoire
Le site, frontière et stratégique, semble avoir été l'enjeu de luttes importantes au XIIe siècle. Le 18 novembre 1188 se tient à Bonsmoulins une rencontre entre Richard Cœur de Lion, fort du soutien de Philippe Auguste, demandant à son père Henri II de le reconnaître comme son seul héritier pour l'ensemble de ses domaines et de faire enfin célébrer son mariage avec Aélis.
Pendant la guerre de Cent Ans, le château est occupé par une garnison anglaise. Afin de contribuer à son entretien, le roi Henri VI lève un impôt en 1431.
Après les guerres de Religion et la restauration du pouvoir royal par Henri IV, de nombreux châteaux sont démantelés après l'édit de Nantes afin d'éviter les sièges de résistance : le château de Bonsmoulins est démantelé ainsi que ceux d'Exmes et Essay à partir de 1600.
L'affaire Dugué et Bosvy, accusés du meurtre des époux Dugué le jour de Pâques 1905, est jugée aux Assises de l'Orne le 5 juillet suivant. Condamné à mort, Bosvy est gracié par Émile Loubet début octobre, sa peine étant commuée aux travaux forcés à perpétuité.

## Politique et administration
| Période                                  | Période    | Identité         | Étiquette | Qualité           |
| ---------------------------------------- | ---------- | ---------------- | --------- | ----------------- |
| mars 1983                                | avril 2006 | Jacques Zo       |           |                   |
| mai 2006                                 | En cours   | Monique Langevin |           | Retraitée (santé) |
| Les données manquantes sont à compléter. |            |                  |           |                   |

Le conseil municipal est composé de onze membres dont le maire et deux adjoints.

## Démographie
L'évolution du nombre d'habitants est connue à travers les recensements de la population effectués dans la commune depuis 1793. Pour les communes de moins de 10 000 habitants, une enquête de recensement portant sur toute la population est réalisée tous les cinq ans, les populations de référence des années intermédiaires étant quant à elles estimées par interpolation ou extrapolation. Pour la commune, le premier recensement exhaustif entrant dans le cadre du nouveau dispositif a été réalisé en 2007.
En 2022, la commune comptait 232 habitants, en évolution de −6,07 % par rapport à 2016 (Orne : −3,21 %, France hors Mayotte : +2,11 %).Bonsmoulins a compté jusqu'à 459 habitants en 1836.
| 1793 | 1800 | 1806 | 1821 | 1836 | 1841 | 1846 | 1851 | 1856 |
| ---- | ---- | ---- | ---- | ---- | ---- | ---- | ---- | ---- |
| 396  | 389  | 430  | 454  | 459  | 441  | 346  | 327  | 427  |

| 1861 | 1866 | 1872 | 1876 | 1881 | 1886 | 1891 | 1896 | 1901 |
| ---- | ---- | ---- | ---- | ---- | ---- | ---- | ---- | ---- |
| 423  | 417  | 403  | 369  | 357  | 346  | 312  | 293  | 288  |

| 1906 | 1911 | 1921 | 1926 | 1931 | 1936 | 1946 | 1954 | 1962 |
| ---- | ---- | ---- | ---- | ---- | ---- | ---- | ---- | ---- |
| 263  | 246  | 243  | 180  | 258  | 283  | 259  | 259  | 211  |

| 1968 | 1975 | 1982 | 1990 | 1999 | 2006 | 2007 | 2012 | 2017 |
| ---- | ---- | ---- | ---- | ---- | ---- | ---- | ---- | ---- |
| 204  | 176  | 144  | 156  | 213  | 218  | 219  | 253  | 240  |

| 2022 | - | - | - | - | - | - | - | - |
| ---- | - | - | - | - | - | - | - | - |
| 232  | - | - | - | - | - | - | - | - |

## Culture locale et patrimoine

### Lieux et monuments

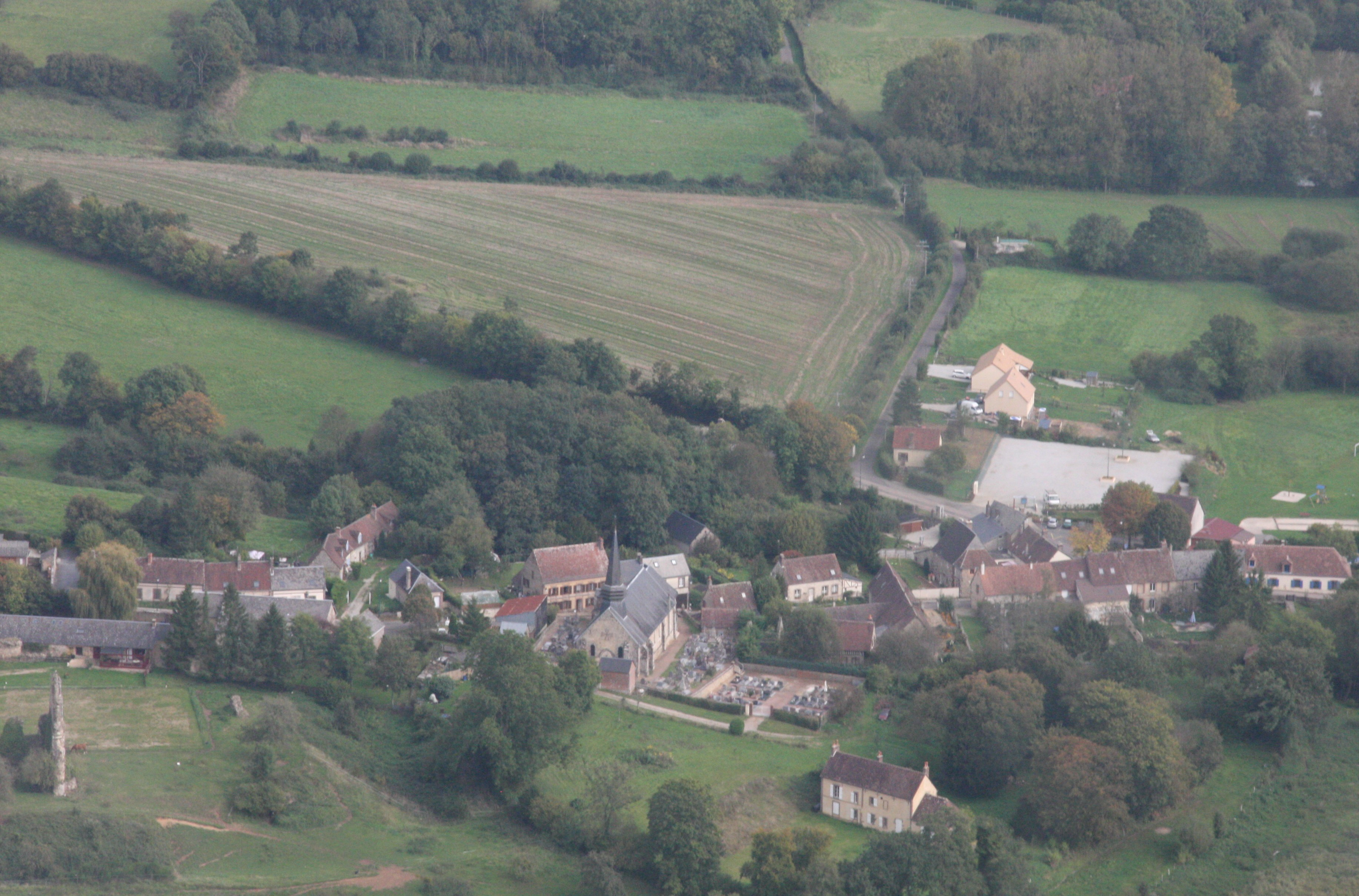
Bonsmoulins vue du ciel.

- Ruines, sur les bords de l'Iton[35], du château de Bonsmoulins du XIIe siècle, avec murailles et fossés[36].
- Retranchements aux Fossés-le-roi réalisés par Henri Ier Beauclerc[36] ou par Henri II Plantagenêt au XIIe siècle, à la frontière de Normandie[37].
- Traces d'un donjon à Houssay[36].
- Église Notre-Dame-de-l'Assomption.

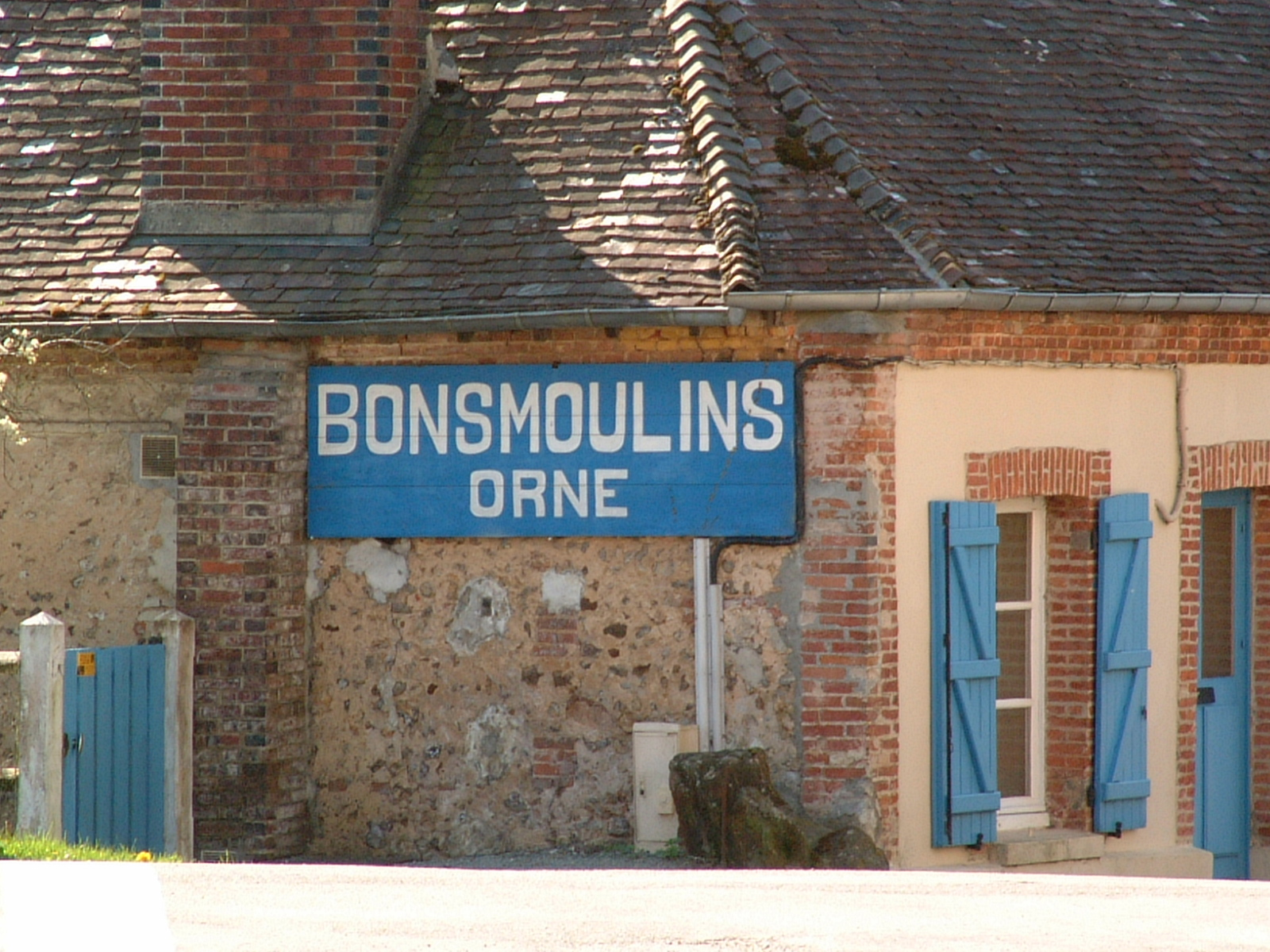
Localisation.
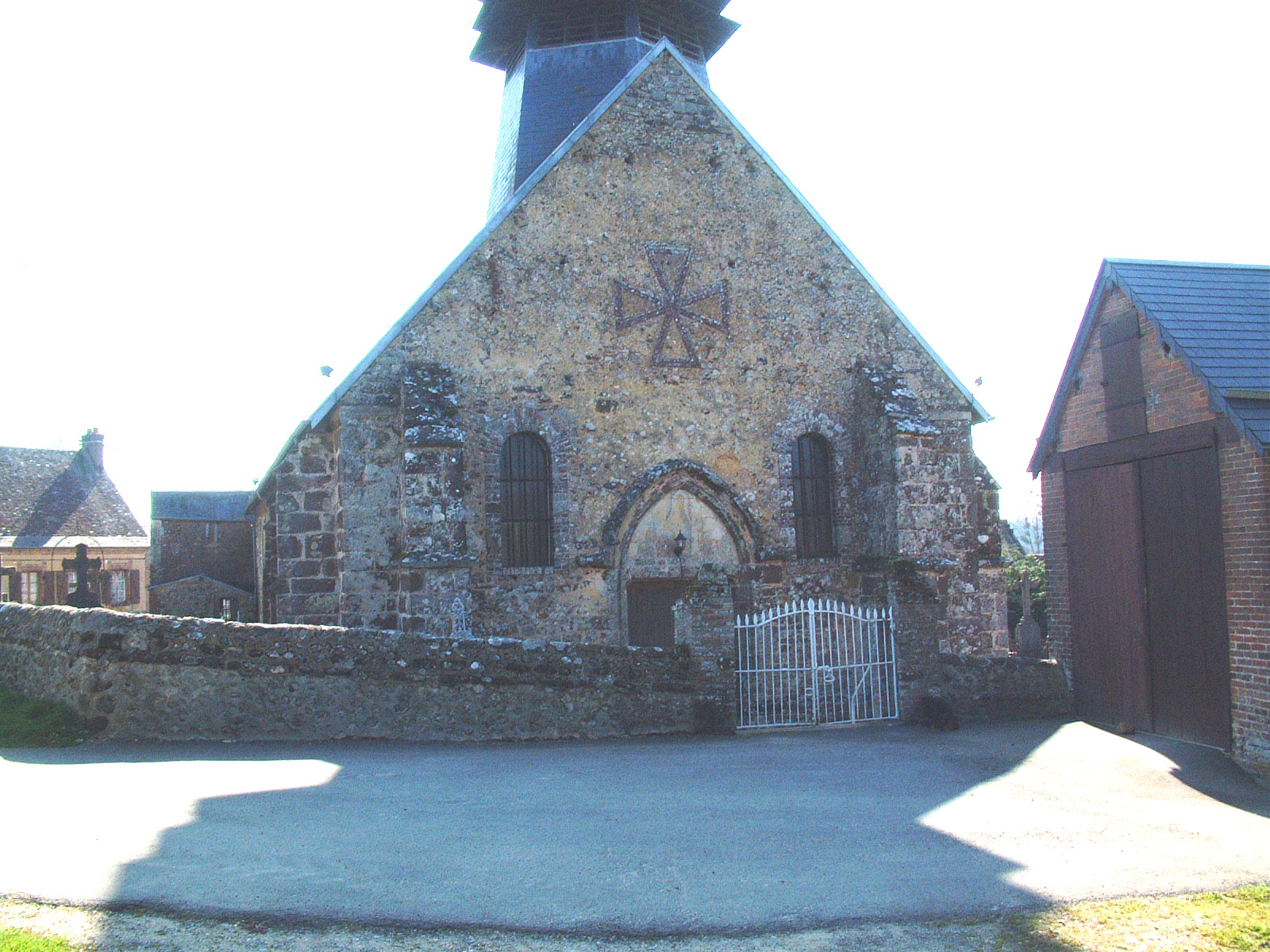
L'église Notre-Dame-de-l'Assomption.
Le pont sur l'Iton.

### Héraldique
| Armes de Bonsmoulins | Les armes de la commune de Bonsmoulins se blasonnent ainsi : De gueules à la tour d'or ouverte, ajourée et maçonnée de sable, posée sur une champagne cousue d'azur chargée d'une roue de moulin d'argent. |